# Saint-Domingue
Saint-Domingue je pojmenování pro bývalou francouzskou kolonii v Karibiku, na ostrově Hispaniola a přilehlých menších ostrovech (zejména Tortuga) od 17. století do počátku 19. století. Nástupnickým státem po Saint-Domingue bylo Haitské císařství, případně dnešní Haiti.

## Historie
Před příchodem Francouzů byl ostrov Hispaniola celý pod kontrolou Španělů jako kolonie Santo Domingo. Francouzští bukanýři roku 1625 osídlili nejprve ostrov Tortuga (severně od Hispanioly), který se stal významnou základnou pirátů a korzárů, a následně se začali usazovat i na západní části Hispanioly.

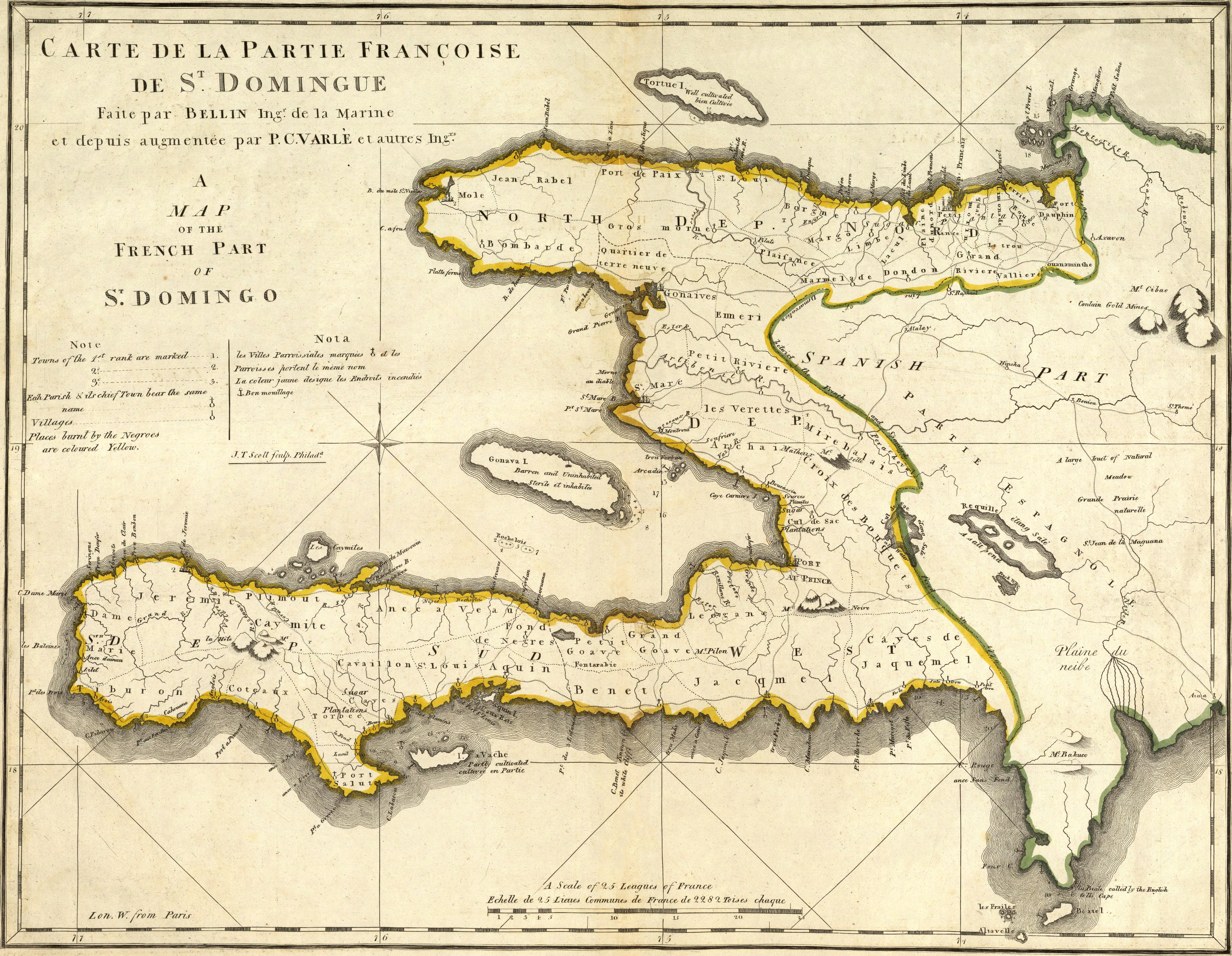
Historická mapa Saint-Domingue

Francouzská kolonie na Tortuze byla oficiálně ustanovena roku 1659 výnosem krále Ludvíka XIV. Španělsko uznalo francouzskou svrchovanost nad západní částí Hispanioly roku 1697, kdy byl podepsána smlouva z Rijswijku. Saint-Domingue se stalo vysoce prosperující kolonií, jejíž ekonomika byla postavena na pěstování kávovníku, indigovníku a cukrové třtiny a následné výrobě cukru.

Vlajka revoluce

Na pozadí Velké francouzské revoluce propuklo na Saint-Domingue roku 1791 povstání černých otroků známé jako Haitská revoluce. Podepsáním basilejského míru roku 1795 přešla pod správu Francie do té doby španělská východní část ostrova. Francouzská dominance nad ostrovem skončila roku 1804 respektive 1808, kdy Haiti vyhlásilo nezávislost a stalo se druhým suverénním státem v Americe.